# Tadeusz Pietrzak
Tadeusz Wacław Pietrzak (ur. 27 sierpnia 1926 w Pacynie, zm. 10 marca 2014 w Warszawie) – generał brygady Ludowego Wojska Polskiego, wiceminister spraw wewnętrznych (1968–1978).

## Życiorys
Syn Szymona i Józefy. Podczas II wojny światowej walczył w szeregach Gwardii Ludowej, a następnie Armii Ludowej. Od 1945 roku służył w Milicji Obywatelskiej. Brał udział w walkach z oddziałami NSZ. W latach 1951–1953 zastępca komendanta, od roku 1953 do 1954 komendant wojewódzki MO w Warszawie (w wieku 27 lat). W latach 1954–1956 był komendantem wojewódzkim MO w Poznaniu w stopniu podpułkownika. Po 1956 roku pełnił obowiązki zastępcy szefa Głównego Zarządu Informacji WP (1956–1957), a następnie zastępcy szefa Wojskowej Służby Wewnętrznej (1957–1961). W kolejnych latach był zastępcą szefa Zarządu Operacyjnego Sztabu Generalnego WP (1961–1963). W 1963 roku został dowódcą podległych MSW Wojsk Wewnętrznych (Wojska Ochrony Pogranicza oraz Korpus Bezpieczeństwa Wewnętrznego). Funkcję tę sprawował do 1965 roku, w międzyczasie ukończył zaocznie Akademię Sztabu Generalnego WP. W 1964 roku uzyskał tytuł doktora nauk politycznych. Jesienią 1963 roku mianowany generałem brygady; nominację wręczył mu w Belwederze Przewodniczący Rady Państwa Aleksander Zawadzki w obecności ministra obrony narodowej marszałka Polski Mariana Spychalskiego.
Od 20 lipca 1965 roku do sierpnia 1971 roku był komendantem głównym Milicji Obywatelskiej, a od 15 maja 1968 roku do 15 lutego 1978 roku wiceministrem spraw wewnętrznych PRL. W grudniu 1970 roku uczestniczył w naradzie w gabinecie I sekretarza KC PZPR Władysława Gomułki, podczas której podjęto decyzję o użyciu broni wobec protestujących na Wybrzeżu.
Członek PPR (1942–1948) i PZPR (1948–1990). W latach 1968–1975 zastępca członka Komitetu Centralnego PZPR, w latach 1975–1980 członek Centralnej Komisji Rewizyjnej PZPR.
W latach 1978–1983 wykonywał obowiązki ambasadora PRL w Budapeszcie. W latach 1969–1977 i w latach 1983–1990 był prezesem Naczelnej Rady Łowieckiej Polskiego Związku Łowieckiego (w latach 1978–1983 był wiceprezesem). Wchodził również w skład Międzynarodowej Rady Łowieckiej, w ramach której był wiceprezesem Komisji Ptactwa Migrującego (1973–1990). We wrześniu 1976 roku otrzymał tytuł członka honorowego Polskiego Związku Łowieckiego.
Doktor nauk politycznych w Instytucie Nauk Społeczno-Ekonomicznych Politechniki Warszawskiej (1968–1978), wiceprzewodniczący Rady Naukowej Instytutu Zapobiegania Przestępczości (1974–1980), członek komitetów redakcyjnych czasopism: „Wojskowy Przegląd Historyczny”, „Problemy Kryminalistyki”, „Pokolenia”. Od 1971 był członkiem Obywatelskiego Komitetu Odbudowy Zamku Królewskiego w Warszawie.
Wieloletni członek Zarządu Głównego, a w latach 1969–1979 członek Prezydium Zarządu Głównego ZBoWiD. Był także wieloletnim przewodniczącym Komisji Historycznej Ruchu Młodzieżowego przy Zarządzie Głównym ZSMP.
Od 2001 roku był członkiem Zarządu Krajowego Stowarzyszenia Kawalerów Orderu Wojennego Krzyża Grunwaldu.
Autor książek o walkach GL i AL: „Podziemny front” (1961), „Aleksander Kowalski” (1977). Współautor książek o komunistycznym ruchu oporu: „Warszawa Lewa Podmiejska” (1973), „Warszawa Prawa Podmiejska” (1974), „Okręg Płocki” (1976), „Okręg Siedlecki” (1978).

### Ordery i odznaczenia
Odznaczony m.in. Krzyżem Kawalerskim i Krzyżem Komandorskim Orderu Odrodzenia Polski, Krzyżem Srebrnym Orderu Virtuti Militari, Krzyżem Grunwaldu III klasy, Orderem Sztandaru Pracy I klasy (1964) dwukrotnie Krzyżem Walecznych, radzieckim Orderem Czerwonego Sztandaru, Medalem 10-lecia Polski Ludowej, Medalem 30-lecia Polski Ludowej, Medalem 40-lecia Polski Ludowej, Złotym Medalem Siły Zbrojne w Służbie Ojczyzny, Złotym Medalem Za zasługi dla obronności kraju i Medalem im. Ludwika Waryńskiego (1986). Laureat nagrody Ministra Obrony Narodowej III stopnia (1964) oraz nagrody Ministra Kultury i Sztuki II stopnia (1965).

## Kontrowersje
Tadeusz Pietrzak został pochowany 14 marca 2014 roku na Cmentarzu Wojskowym na warszawskich Powązkach (kwatera EII-3-1). Zgodnie z obowiązującymi przepisami, jako generałowi oraz Kawalerowi Orderu Virtuti Militari przysługiwała mu wojskowa asysta honorowa.
Wzbudziło to protesty prawicowych organizacji kombatanckich. W protestach podkreślano udział Tadeusza Pietrzaka w zwalczaniu powojennego podziemia, służbę w stalinowskiej Informacji Wojskowej, a także udział w naradzie z Władysławem Gomułką w 1970, na której zapadła decyzja o strzelaniu do robotników (wydarzenia grudniowe). Związek Żołnierzy Narodowych Sił Zbrojnych w grudniu 2013 złożył wniosek o degradację oraz pozbawienie orderu Virtuti Militari Tadeusza Pietrzaka. Kancelaria Prezydenta RP odrzuciła ten wniosek.
Ostatecznie Ministerstwo Obrony Narodowej pod naciskiem wyżej wymienionych środowisk podjęło decyzję o nieprzyznaniu generałowi Tadeuszowi Pietrzakowi wojskowej asysty honorowej.